# Klinikum Prenzlauer Berg

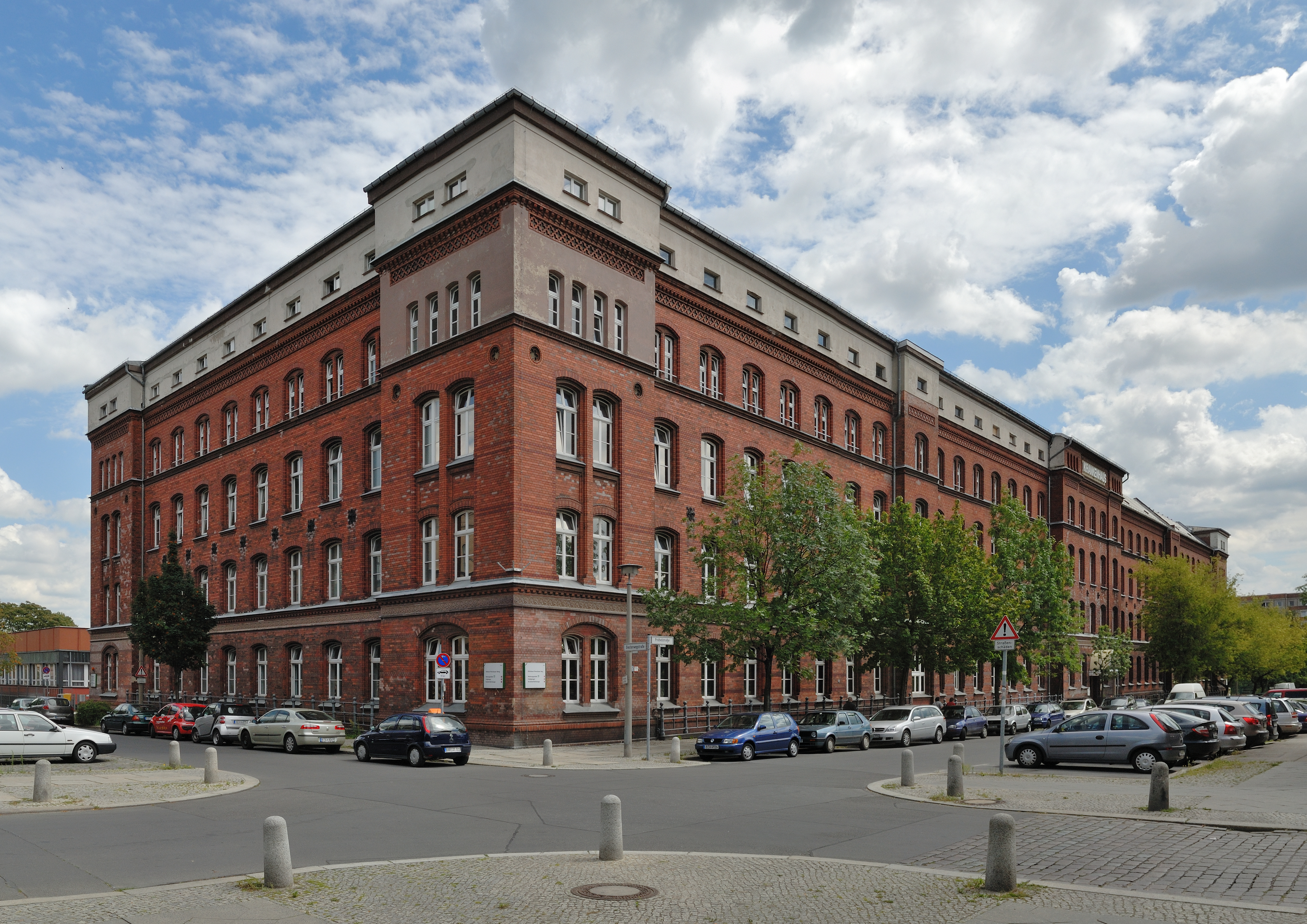
Hauptgebäude an der Fröbelstraße 15

Das Krankenhaus Prenzlauer Berg war eines von mehreren kommunalen Krankenhäusern in Berlin. Es befand sich im Berliner Ortsteil Prenzlauer Berg und hieß seit der Übernahme durch den kommunalen Klinikkonzern Vivantes (Alleingesellschafter: Land Berlin) im Jahr 1994 offiziell Vivantes Klinikum Prenzlauer Berg. Seit 1. April 2010 war es dem Vivantes Klinikum im Friedrichshain als Standort Prenzlauer Berg angeschlossen. Im Jahr 2015 wurden noch 4384 Patienten vollstationär und 7400 ambulant behandelt. Nach der Schließung 2019 erfolgte im April 2020 eine vorübergehende Reaktivierung als Corona-Klinik auf Reserve, künftig soll es ein neuer Verwaltungssitz des Bezirksamts Pankow werden.
Die Gesamtanlage Städtisches Krankenhaus Prenzlauer Berg ist als Denkmal geschützt. Zwischen 1886 und 1940 befand sich das Städtische Obdach „Palme“, das damals größte Obdachlosenasyl in Berlin, im heutigen Hauptgebäude an der Fröbelstraße 15.

## Geschichte des Gebäudes
Der Berliner Stadtbaurat Hermann Blankenstein erhielt 1885 vom Magistrat den Auftrag zur Ausarbeitung von Bauplänen für ein Städtisches Hospital und Siechenheim und für ein Städtisches Obdach. Die Stadt Berlin stellte ein rund 78.000 Quadratmeter großes Baugrundstück an der Ecke Prenzlauer Allee und der nach dem Pädagogen Friedrich Fröbel benannten Fröbelstraße zur Verfügung. In der damals typischen und kostengünstigen Ziegelbauweise mit Klinkerfassaden entstanden von 1886 bis 1887 zwei Gebäudekomplexe. 
Das gelbverklinkerte Hospital- und Siechenheim an der Prenzlauer Allee entwickelte sich in den 1920er Jahren zu einem Krankenhaus und hieß ab 1927 Hufeland-Hospital. Unter diesem Namen wurde es im März 1934 in die Heilanstalten in Berlin-Buch verlegt. In die Gebäude an der Prenzlauer Allee konnte das Bezirksamt Prenzlauer Berg einziehen, das seit seiner Entstehung im Jahr 1920 auf verschiedene Standorte verteilt gewesen war.
Das 1886 eröffnete, rotverklinkerte Obdach ließ der Magistrat von 1893 bis 1895 nach Plänen von Vincent Dylewski (1852–1913) erweitern. Das teilweise viergeschossige Gebäude an der Fröbelstraße 15, das im Volksmund als „Palme“ bekannt wurde, hatte rückwärtig vier Flügel. Die Fassade zur Straße hin war mittels Eck-, Mittel- und Portalrisaliten gegliedert. Über den Eckbauten befanden sich Pyramidendächer, den Mittelrisalit schmückten eine Laterne auf einem steil hochgezogenen Walmdach. Sein Gelände erstreckte sich zwischen der Diesterwegstraße im Westen und im Osten von der Winsstraße. Dieser ehemals über die Danziger Straße hinausgehende Abschnitt der Winsstraße ist 2001 von Franz-Dahlem- in Ella-Kay-Straße umbenannt worden.
In der Zeit des Nationalsozialismus wurde 1937 die Fröbelstraße in Nordmarkstraße umbenannt. Aus dem städtischen Obdach wurde 1940 das Krankenhaus Nordmarkstraße, die Vorgängereinrichtung des Klinikums Prenzlauer Berg.
Die gesamte Dachzone des Krankenhauses befindet sich nicht mehr im Ursprungszustand, weil nach den Kriegsschäden im Zweiten Weltkrieg eine vereinfachte Wiederherstellung erfolgte. Die Nordmarkstraße erhielt 1982 ihren früheren Namen Fröbelstraße zurück, die Hausnummern blieben unverändert. Das Krankenhaus war bis nach der politischen Wende in Betrieb. Die Ärzte und Mitarbeiter waren Angestellte des Magistrats. Um die Wende zum 21. Jahrhundert schlug der nun zuständige Senat das Krankenhaus dem neu gegründeten städtischen Klinikkonzern Vivantes zu.
Das Hauptgebäude erfuhr eine umfassende Sanierung, die medizinischen Einrichtungen wurden modernisiert. Langfristig ist allerdings die Zusammenführung des Vivantes-Teils mit der gleichartigen Einrichtung im Ortsteil Friedrichshain vorgesehen (siehe: Abwicklung).
Seit dem 9. März 2020 betreibt Vivantes in den Räumlichkeiten des ehemaligen Klinikstandortes Prenzlauer Berg in der Diesterwegstraße eine Abklärungsstelle für das Coronavirus. Außerdem standen hier 200 Betten als Reserve für Covid-Patienten bereit.

## Medizinische Bedeutung
Das Vivantes Klinikum im Friedrichshain am Standort Prenzlauer Berg hielt knapp 105 Betten bereit. Es verfügte über fünf medizinische Fachabteilungen: eine Klinik für Anästhesie, Intensivmedizin und Schmerztherapie, eine Klinik für Chirurgie – Unfall- und Wiederherstellungschirurgie, eine Klinik für Innere Medizin – Gastroenterologie sowie eine Klinik für Innere Medizin – Allgemeine Innere Medizin und eine Geriatrie (Stand Juli 2019).

## Abwicklung
Im Februar 2008 hatten der Senat von Berlin und die Vivantes-Geschäftsleitung beschlossen, den Klinikbetrieb „aus wirtschaftlichen Gründen“ an dieser Stelle einzustellen und die Verlegung der medizinischen Einrichtungen zum nahen Krankenhaus im Friedrichshain vorzunehmen. Dort wird seitdem auf einer freien Fläche für rund 100 Millionen Euro ein neues großes Bettenhaus errichtet, das bei seiner Fertigstellung im Jahr 2018 zusätzlich 400 Betten bereithalten wird. Trotz umfangreicher Proteste der Anwohner, von Bezirkspolitikern und selbst dem Vivantes Betriebsrat wurde die Zusammenlegung beschlossen. Die Vivantes-Sprecherin teilte dazu mit: „Die Versorgung im Klinikum Friedrichshain ist in hoher medizinischer Qualität sichergestellt, die Qualität der Unterbringung für die Patienten und die Kapazitäten werden nicht abgebaut.“ Im Frühjahr 2017 sollten die ersten Abteilungen nach Friedrichshain verlegt werden, der Abschluss des Krankenhaus-Umzugs war für 2018 geplant. In diesem Zusammenhang wurde die Bettenkapazität kontinuierlich verringert. Seit 2. Januar 2018 verfügte die Einrichtung in der Fröbelstraße nicht mehr über den Notfallstatus, d. h. sie wurde nicht mehr von Rettungswagen der Feuerwehr angefahren.
Seit 2019 stand das Gebäude leer. Im März 2023 gab das Berliner Immobilienmanagement (BIM) die Ausschreibung der Bauplanung für das Ziel bekannt, es zum Verwaltungssitz für „verschiedene Ämter und Fachbereiche“ umzugestalten.